# 12-Stunden-Rennen von Sebring 1995

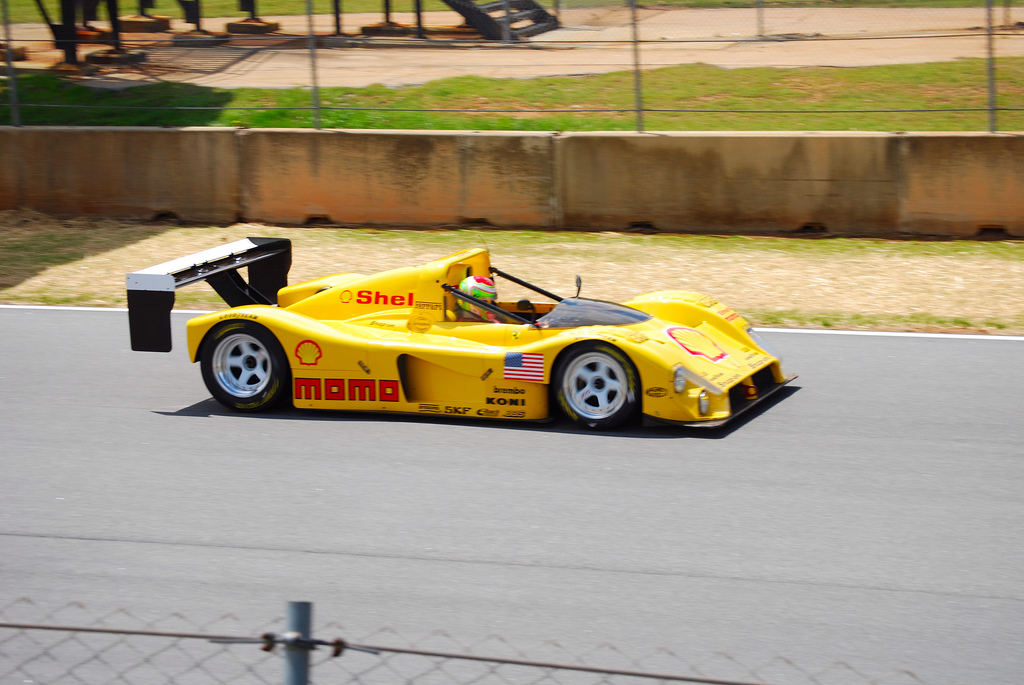
Momo-Ferrari 333SP

Das 43. 12-Stunden-Rennen von Sebring, auch 43rd Annual Exxon Mastercard 12 Hours of Sebring International Grand Prix of Endurance, Sebring International Raceway, fand am 18. März 1995 auf dem Sebring International Raceway statt und war der zweite Wertungslauf der IMSA-GT-Serie dieses Jahres.

## Das Rennen
Das 12-Stunden-Rennen von Sebring zählte 1995 zur IMSA-Serie, nachdem die Sportwagen-Weltmeisterschaft mit dem Ablauf der Saison 1992 eingestellt wurde. Startberechtigt waren WSC-Prototypen und GT-Fahrzeuge der Klassen GTS-1 und GTS-2.
Das Rennen hat insofern historische Bedeutung, da der Sieg von Andy Evans/Fermín Vélez/Eric van de Poele im Ferrari 333SP der erste von Ferrari seit 23 Jahren beim ältesten Sportwagenrennen der USA war. 1972 hatten Mario Andretti und Jacky Ickx auf einem 312PB der Scuderia zum bis dahin letzten Mal für die italienische Marke auf dem Sebring International Raceway gewonnen.

## Ergebnisse

### Schlussklassement
| 1               | WSC    | 3  | Scandia Motorsports        | Fermín Vélez Andy Evans Eric van de Poele                            | Ferrari 333SP              | 260 |
| 2               | WSC    | 9  | Auto Toy Store Inc.        | Andy Wallace Jan Lammers Derek Bell                                  | Spice SE90                 | 260 |
| 3               | WSC    | 63 | Downing Atlanta Racing     | Jim Pace Butch Hamlet Jim Downing                                    | Kudzu DG-3                 | 256 |
| 4               | WSC    | 33 | Scandia Motorsports        | Mauro Baldi Michele Alboreto Eric van de Poele                       | Ferrari 333SP              | 256 |
| 5               | GTS-1  | 75 | Cunningham Racing          | Johnny O’Connell Steve Millen John Morton                            | Nissan 300ZX               | 255 |
| 6               | GTS-1  | 74 | Champion Porsche           | Hans-Joachim Stuck Bill Adam                                         | Porsche 911 GT2            | 253 |
| 7               | WSC    | 2  | Brix Racing                | Jeremy Dale Jay Cochran Fredrik Ekblom                               | Spice BDG-02               | 245 |
| 8               | LM WSC | 00 | Konrad Motorsport          | Franz Konrad Antônio Hermann Ernst Schuster                          | Kremer K8 Spyder           | 244 |
| 9               | GTS-1  | 4  | Brix Racing                | R. K. Smith Brian DeVries Irv Hoerr                                  | Oldsmobile Cutlass Supreme | 244 |
| 10              | WSC    | 6  | Power Macintosh Racing     | Stanley Dickens Rick Sutherland John Graham                          | Spice AK93                 | 244 |
| 11              | GTS-1  | 72 | Champion Porsche           | John Fergus Neto Jochamowitz                                         | Porsche 911                | 242 |
| 12              | GTS-2  | 26 | Alex Job Racing            | Bill Auberlen Charles Slater Joe Cogbill                             | Porsche 911                | 241 |
| 13              | GTS-2  | 93 | Ecuador Mobil 1 Racing     | Henry Taleb Jean-Pierre Michelet Rob Wilson                          | Nissan 240SX               | 240 |
| 14              | GTS-2  | 55 | Jorge Trejos               | Dennis Aase Jorge Trejos Martin Snow                                 | Porsche 911 Carrera RSR    | 240 |
| 15              | GTS-2  | 02 | Rohr Corp.                 | Larry Schumacher Jeff Purner Andy Pilgrim                            | Porsche 911 Carrera RSR    | 239 |
| 16              | GTS-1  | 5  | Brix Racing                | Calvin Fish Mark Dismore Darin Brassfield                            | Oldsmobile Cutlass         | 234 |
| 17              | GTS-2  | 73 | Jack Lewis Enterprises     | Jack Lewis Hal Kelley Dave White John Bourassa                       | Porsche 911 Carrera RSR    | 232 |
| 18              | GTS-2  | 86 | Lloyd Hawkins              | Lloyd Hawkins David Murry Shawn Hendricks                            | Porsche 968                | 229 |
| 19              | GTS-2  | 18 | Dan Lewis                  | Tommy Johnson Dan Lewis John Sheldon                                 | Mazda MX-6                 | 228 |
| 20              | GTS-2  | 12 | Prototype Technology Group | John Paul junior Dieter Quester                                      | BMW M3                     | 228 |
| 21              | GTS-1  | 17 | Arthur Pilla               | Charles Mendez Arthur Pilla Kenper Miller Dave White                 | Porsche 911                | 227 |
| 22              | WSC    | 50 | Euromotorsport Racing Inc. | Fabrizio Barbazza Elton Julian Massimo Sigala                        | Ferrari 333SP              | 226 |
| 23              | WSC    | 37 | Pegasus Racing             | Rick Ferguson Oliver Kuttner Juan Gac Juan-Carlos Carbonell          | Pegasus                    | 225 |
| 24              | GTS-2  | 99 | Konrad Motorsport          | Cort Wagner Bob Roach Karel Dolejší                                  | Porsche 911 Carrera RSR    | 225 |
| 25              | GTS-1  | 91 | RVO Motorsports            | Roger Schramm Steven Petty Stu Hayner                                | Chevrolet Camaro           | 224 |
| 26              | WSC    | 0  | Chuck Cottrell             | Leigh Miller Eric van Cleef Chuck Cottrell Mike Holt                 | Kudzu DG-2                 | 223 |
| 27              | GTS-2  | 13 | Prototype Technology Group | Pete Halsmer David Donohue                                           | BMW M3                     | 222 |
| 28              | GTS-2  | 82 | Dick Greer Racing          | Al Bacon Dick Greer Peter Uria Mike Mees                             | Mazda RX-7                 | 221 |
| 29              | GTS-2  | 52 | Andy Strasser              | Andy Strasser Kevin Wheeler Dennis DeFranchesci                      | Porsche 911 Carrera RSR    | 216 |
| 30              | LM WSC | 10 | Kremer Racing              | Christophe Bouchut Jürgen Lässig Giovanni Lavaggi                    | Kremer K8 Spyder           | 215 |
| 31              | GTS-2  | 27 | Champion Porsche           | Jack Refenning Tim Vargo Mike Peters                                 | Porsche 993 Carrera        | 214 |
| 32              | GTS-1  | 64 | Mel Butt                   | Mel Butt Jim Higgs Ron Zitza                                         | Chevrolet Camaro           | 212 |
| 33              | WSC    | 30 | Momo                       | Giampiero Moretti Wayne Taylor Didier Theys                          | Ferrari 333SP              | 211 |
| 34              | GTS-1  | 62 | Curren Motorsports         | Billy Bies Tom Curren David Rankin Pat Patterson Jimmy Hidcock       | Oldsmobile Cutlass Supreme | 205 |
| 35              | WSC    | 16 | Dyson Racing               | James Weaver Rob Dyson Butch Leitzinger                              | Riley & Scott Mk III       | 201 |
| 36              | GTS-2  | 08 | GW Motorwerkes Ltd.        | Danny Marshall John Biggs Weldon Scrogham Steve Marshall             | Porsche 911 Carrera RSR    | 200 |
| 37              | GTS-1  | 42 | Carolina Racing Engines    | Gary Smith Jon Leavy Ron Lowenthal Luis Sereix                       | Chevrolet Camaro           | 186 |
| 38              | GTS-1  | 23 | Bob Hundredmark            | Bob Hundredmark Gene Harry Steve Pfeffer                             | Oldsmobile Cutlass Supreme | 179 |
| 39              | GTS-1  | 90 | Riggins Competition        | Tommy Riggins Andy Petery Craig Carter                               | Oldsmobile Cutlass Supreme | 173 |
| 40              | GTS-1  | 87 | John Annis                 | John Annis Louis Beall David Donavon Ed Scolaro                      | Chevrolet Camaro           | 163 |
| 41              | GTS-1  | 53 | Bill McDill                | Richard McDill Bill McDill Tom Juckette                              | Chevrolet Camaro           | 157 |
| 42              | GTS-2  | 57 | Kryderacing                | Reed Kryder Frank Del Vecchio                                        | Nissan 240SX               | 155 |
| 43              | GTS-2  | 88 | Douglas Campbell           | Ralph Thomas Douglas Campbell Amos Johnson                           | Mazda RX-7                 | 154 |
| 44              | GTS-1  | 71 | Art Cross                  | Art Cross Mark Kennedy Craig Conway                                  | Chevrolet Camaro           | 141 |
| 45              | GTS-1  | 92 | Hoyt Overbagh              | Mark Montgomery Hoyt Overbagh Mauro Casadei Steve Goldin David Kicak | Chevrolet Camaro           | 139 |
| 46              | WSC    | 51 | Bruce Trenery              | Bruce Trenery Jeffrey Pattinson Grahame Bryant Buddy Norton          | Cannibal                   | 99  |
| 47              | GTS-1  | 77 | Tim Banks                  | Eric van Vilet Don Arpin Tim Hubman Tim Banks                        | Chevrolet Camaro           | 86  |
| Ausgefallen     |        |    |                            |                                                                      |                            |     |
| 48              | GTS-1  | 69 | Gustl Spreng Racing        | Gustl Spreng Ray Mummery                                             | Porsche 911                | 212 |
| 49              | GTS-2  | 25 | Alex Job Racing            | Bruce Barkelew Angelo Cilli Gerry Jackson                            | Porsche 911                | 209 |
| 50              | GTS-1  | 47 | Charles Morgan             | Rob Morgan Charles Morgan                                            | Oldsmobile Cutlass Supreme | 195 |
| 51              | GTS-1  | 67 | Luis Mendez                | Luis Mendez Scott Hoerr                                              | Ford Mustang               | 165 |
| 52              | GTS-2  | 60 | Vito Scavone               | Bill Ferran Simon Gregg Scott Tyler                                  | Porsche 911S               | 159 |
| 53              | GTS-1  | 01 | Rohr Corp.                 | Hurley Haywood Jochen Rohr John O’Steen                              | Porsche 911 GT2            | 142 |
| 54              | GTS-1  | 06 | Doug Rippie                | Bill Cooper Scott Maxwell Chris McDougall                            | Chevrolet Corvette ZR-1    | 121 |
| 55              | WSC    | 8  | Support Net Racing Inc.    | Roger Mandeville Henry Camferdam                                     | Hawk MD3R                  | 91  |
| 56              | GTS-2  | 84 | Vito Scavone               | Derek Oland Vito Scavone Alan Jones                                  | Porsche 944                | 91  |
| 57              | WSC    | 44 | Screaming Eagles Racing    | Ross Bentley Craig Nelson Dan Clark                                  | Spice SE90                 | 88  |
| 58              | GTS-2  | 58 | Pro Technik Racing         | Sam Shalala Doug Frazier Jim Matthews Dan Pastorini                  | Porsche 911                | 88  |
| 59              | WSC    | 7  | Bobby Brown Motorsports    | Don Bell Paul Debban Tom Volk                                        | Spice HC94                 | 81  |
| 60              | GTS-2  | 80 | Martino Finotto            | Martino Finotto Ruggero Melgrati John Finger                         | Ferrari 308                | 74  |
| 61              | WSC    | 98 | Chevron Motorsport         | Peter Lockhart Chris Smith Robbie Buhl                               | Chevron B71                | 70  |
| 62              | GTS-2  | 39 | Rudi Bartling              | Rudi Bartling Ernie Lader Ahmad Khodkar Rainer Brezinka              | Porsche 911                | 70  |
| 63              | GTS-2  | 68 | Hendricks Porsche          | Charles Coker Bo Roach Ken McKinnon                                  | Porsche 968                | 30  |
| 64              | GTS-2  | 68 | Richard Raimist            | Richard Raimist Karl Singer                                          | Porsche 911 Carrera RSR    | 20  |
| Nicht gestartet |        |    |                            |                                                                      |                            |     |
| 65              | GTS-1  | 11 | Ken Bupp                   | Luis Sereix Daniel Urrutia Scott Watkins                             | Ford Mustang               | 1   |
| 66              | WSC    | 41 | Steven Sirgany             | Steven Sirgany Carlos Moran Chapman Root                             | Phoenix                    | 2   |

1 Differentialschaden
2 Motorschaden

### Nur in der Meldeliste
Hier finden sich Teams, Fahrer und Fahrzeuge, die ursprünglich für das Rennen gemeldet waren, aber aus den unterschiedlichsten Gründen daran nicht teilnahmen.
| Pos. | Klasse | Nr. | Team           | Fahrer                                                 | Chassis          |
| ---- | ------ | --- | -------------- | ------------------------------------------------------ | ---------------- |
| 67   | GTS-2  | 5   | Doug Frazier   | Doug Frazier                                           | Porsche 911      |
| 68   | GTS-1  | 31  | Kent Painter   | Guy Kuster Kent Painter Mauro Borella Sergio Brambilla | Chevrolet Camaro |
| 69   | WSC    | 83  | Butch Brickell | Robert Gottfried Butch Brickell                        | Banshee KNI-1    |

### Klassensieger
| Klasse | Fahrer           | Fahrer          | Fahrer            | Fahrzeug         | Platzierung im Gesamtklassement |
| ------ | ---------------- | --------------- | ----------------- | ---------------- | ------------------------------- |
| WSC    | Fermín Vélez     | Andy Evans      | Eric van de Poele | Ferrari 333SP    | Gesamtsieg                      |
| LM WSC | Franz Konrad     | Antônio Hermann | Ernst Schuster    | Kremer K8 Spyder | Rang 8                          |
| GTS-1  | Johnny O’Connell | Steve Millen    | John Morton       | Nissan 300ZX     | Rang 5                          |
| GTS-2  | Bill Auberlen    | Charles Slater  | John Cogbill      | Porsche 911      | Rang 12                         |

### Renndaten
- Gemeldet: 69
- Gestartet: 64
- Gewertet: 47
- Rennklassen: 4
- Zuschauer: unbekannt
- Wetter am Renntag: warm, zwischendurch Regenschauer
- Streckenlänge: 5,955 km
- Fahrzeit des Siegerteams: 12:01:06,147 Stunden
- Gesamtrunden des Siegerteams: 260
- Gesamtdistanz des Siegerteams: 1584,300 km
- Siegerschnitt: 128,812 km/h
- Pole Position: Michele Alboreto - Ferrari 333SP (#33) - 1.54,597 - 187,059 km/h
- Schnellste Rennrunde: Elton Julian - Ferrari 333SP (#50) - 1.58,029 - 181,619 km/h
- Rennserie: 2. Lauf zur IMSA-GT-Serie 1995